# 恋愛向上委員会 ジューシーフルーツ
『恋愛向上委員会 ジューシーフルーツ』（れんあいこうじょういいんかい ジューシーフルーツ）は、有沢遼による日本の漫画作品。

## 概要
講談社の漫画雑誌『なかよし』にて1998年2月号から2006年12月号まで連載された。
読者からアンケートを募り、寄せられた意見や体験談を元に漫画にしたもの。もともとはストーリー連載だったが、後にショート連載に移行した。

## 登場人物
ミカ
明るく行動的な性格
ユカ
眼鏡をかけている。冷静な分析をする。
リカ
恋愛に興味はあるが踏み出せないでいる。

## 書誌情報
- 有沢遼 『恋愛向上委員会 ジューシーフルーツ』 講談社〈講談社コミックスなかよし〉、全5巻

1. 1998年09月発行 ISBN 9784061788992
2. 2000年02月発行 ISBN 9784061789326
3. 2001年08月発行 ISBN 9784061789685
4. 2004年01月発行 ISBN 9784063640403
5. 2004年08月発行 ISBN 9784063640571